# Clay County (Kansas)
Clay County is een county in de Amerikaanse staat Kansas.
De county heeft een landoppervlakte van 1.668 km² en telt 8.822 inwoners (volkstelling 2000). De hoofdplaats is Clay Center.